# Helge Johansson (målare)

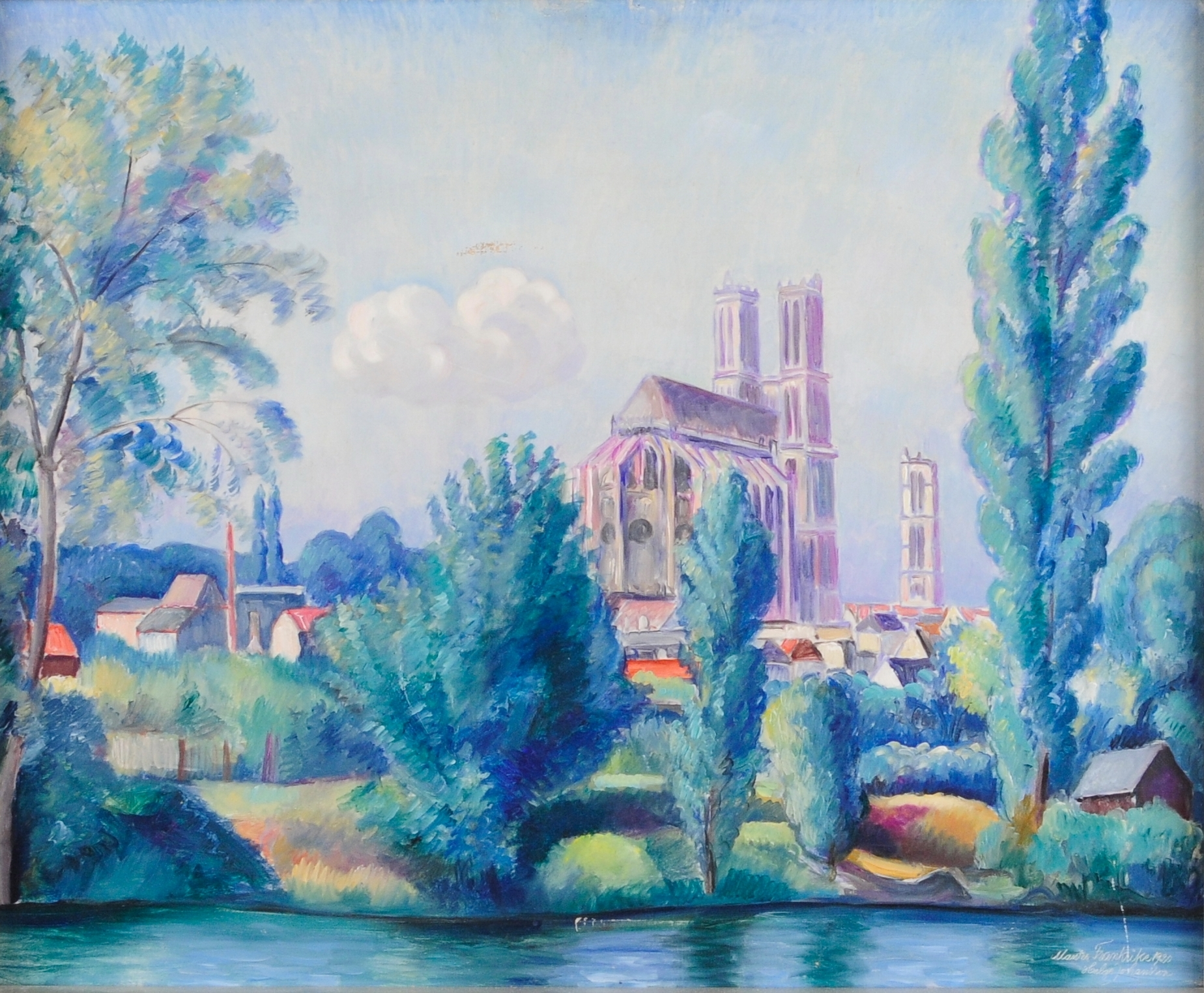
Mantes, Frankrike (1920), av Helge Johansson

Helge Johansson, född 1886 i Borgholm, död 1926 i Cagnes-sur-Mer i Frankrike, var en svensk målare. Under ett par år var han verksam som dekorationsmålare hos Filip Månsson i Stockholm och Göteborg. Senare anlitades han för konstnärlig utsmyckning på S:t Eriks Lervarufabriker i Uppsala.
Helge Johansson gjorde 1914 en studieresa till Frankrike men återvände till Sverige i samband med första världskrigets utbrott. Han reste tillbaka till Frankrike 1920 och stannade där till sin död 1926. I Cagnes-sur-Mer ingick han i en svensk målarkoloni med Emil Johanson-Thor, Arthur Percy, Frans Bergh, Victor Axelson, Carl Ryd och Carl Andersson.
Helge Johansson deltog med ett flertal målningar på Liljevalchs konsthall öppningsåret 1916. Han medverkade också på utställningar i Uppsala. Under ett par somrar vistades han på Orust och målade där tillsammans med Arthur Percy, William Nording och Carl Ryd. Före flytten till Frankrike målade Helge Johansson regelmässigt på födelseön Öland. 
Johansson är representerad på Moderna museet och Thielska Galleriet i Stockholm samt på Kalmar konstmuseum och Ölands museum, Himmelsberga.

### Fotnoter[2]
1. ↑  Lundström, Yngve (1960). Penselstråk
2. ↑  Lyberg, Louise. (1990). Emil Johanson-Thor : målaren, grafikern, konstpolitikern. Signum. ISBN 91-87896-01-X. OCLC 468992057. https://www.worldcat.org/oclc/468992057. Läst 11 december 2020